# Yakovlev Yak-1000
Yakovlev Yak-1000 là một mẫu máy bay trình diễn công nghệ siêu thanh của Liên Xô, nhằm đánh giá kiểu bố trí khí động và hiệu năng thực của cánh tam giác kết hợp với động cơ tuabin phản lực Lyulka AL-5.

## Tính năng kỹ chiến thuật (ước lượng)
Dữ liệu lấy từ Gordon et al., OKB Yakovlev: A History of the Design Bureau and its Aircraft
Đặc tính tổng quan
- Kíp lái: 1
- Chiều dài: 11,69 m (38 ft 4 in)
- Sải cánh: 4,59 m (15 ft 1 in)
- Trọng lượng cất cánh tối đa: 2.407 kg (5.307 lb)
- Sức chứa nhiên liệu: 597 lít (131 gal Anh; 158 gal Mỹ)
- Động cơ: 1 × Klimov RD-500 kiểu turbojet, 15,9 kN (3.600 lbf) thrust

Hiệu suất bay
- Vận tốc cực đại: 1.100 km/h (684 mph; 594 kn)